# Rod Foster
Roderick Allen Foster, detto Rod (Birmingham, 10 ottobre 1960), è un ex cestista statunitense, professionista nella NBA.

## Carriera
Venne selezionato dai Phoenix Suns al secondo giro del Draft NBA 1983 (28ª scelta assoluta).